# 黎昭昇
黎昭昇（英語：Jamie Richards，1989年8月18日—），綽號「昇哥」、「昇爺」、「老黎」，前譯李占美，是香港賽馬會所屬的紐西蘭籍練馬師。

## 簡介
黎昭昇來自紐西蘭南島南部達尼丁市，他是當地頂級練馬師，並於2014/2015年度馬季獲紐西蘭賽馬會發出練馬師牌照，開始其從練生涯。他先後於2015/2016年度、2019/2020年度、2020/2021年度及2021/2022年度馬季四度登上紐西蘭冠軍練馬師寶座，當中他在2020/2021年度馬季勝出160場頭馬，刷新紐西蘭歷來一季勝出最多頭馬的紀錄。黎昭昇於紐西蘭合共勝出53場一級賽賽事，當中包括訓練出「旋律美人」、「投機法寶」、「狂鯊」、「薑汁脆餅」及「優越條件」等多匹星級戰駒。
2021年12月17日，黎昭昇獲香港賽馬會牌照委員會發出2022/2023年度練馬師牌照，准許他該季開始在港開倉。
黎昭昇來港開倉首季，在馬季開鑼後一直按兵不動，直至2022年10月5日才首次派馬出賽。當天他於跑馬地馬場賽日派出「淺草飛」、「富存大師」及「亞洲籐王」三匹參戰馬，最終他憑「亞洲籐王」取得一席亞軍，首次在港派馬出戰上名。
2022年10月12日，黎昭昇於跑馬地馬場憑黃俊策騎的「旋里多彩」（上手練馬師為徐雨石，但此馬來港前由黎昭昇訓練）勝出，贏得在港從練以來首場頭馬，首季從練勝出35場頭馬。

## 主要訓練馬匹

### 來港發展前
- 旋律美人（英语：Melody Belle (horse)）  (九項一級賽及一項表列賽冠軍：卡拉卡百萬兩歲馬大賽（英语：Karaka Million） 、馬拉華度育馬錦標（英语：Manawatu Sires Produce Stakes）、大捷龍錦標（英语：Tarzino Trophy）、溫莎園盾（英语：Windsor Park Plate）、懷卡托短途錦標賽（英语：Waikato Sprint）、奧塔奇毛利錦標（英语：Otaki-Maori Weight for Age）、紐西蘭錦標（英语：New Zealand Stakes）、春季經典賽（英语：Spring Classic）、帝國玫瑰錦標（英语：Empire Rose Stakes） 、唐頓一哩賽（英语：Thorndon Mile）冠軍)
- 優越條件（英语：Avantage (horse)） (七項一級賽及一項表列賽冠軍：卡拉卡百萬兩歲馬大賽（英语：Karaka Million） 、馬拉華度育馬錦標（英语：Manawatu Sires Produce Stakes）、電報讓賽（英语：Telegraph Handicap）、奧塔奇毛利錦標（英语：Otaki-Maori Weight for Age）、紐西蘭錦標（英语：New Zealand Stakes）、火車路錦標（英语：Railway Stakes (New Zealand)）、懷卡托短途錦標賽（英语：Waikato Sprint）、紐西蘭育馬者錦標（英语：New Zealand Thoroughbred Breeders Stakes）冠軍)
- 投機法寶（英语：Probabeel） (四項一級賽及兩項表列賽冠軍：卡拉卡百萬兩歲馬大賽（英语：Karaka Million）、卡拉卡百萬三歲馬大賽（英语：Karaka Million）、環繞錦標（英语：Surround Stakes）、葉森讓賽（英语：Epsom Handicap）、未來錦標（英语：Futurity Stakes (MRC)）、考菲爾德錦標（英语：Caulfield Stakes）冠軍)
- 薑汁脆餅（英语：Gingernuts (horse)） (三項一級賽冠軍：紐西蘭打吡大賽（英语：New Zealand Derby）、玫瑰崗堅尼（英语：Rosehill Guineas）、溫莎園盾（英语：Windsor Park Plate）冠軍)
- 狂鯊 (兩項一級賽冠軍：懷卡托短途錦標賽（英语：Waikato Sprint）、諾頓錦標（英语：Chipping Norton Stakes）冠軍)

### 來港發展期間
- 旋里多彩（在港從練首場頭馬）
- 四季醒（2023/2024馬季廣東讓賽盃）

## 成就
- 紐西蘭冠軍練馬師 - (4) - (2015/2016年度、2019/2020年度、2020/2021年度、2021/2022年度馬季)

## 個人生活
黎昭昇的女友莊倩（Danielle Johnson）是新西蘭著名女騎師，她現時在港替黎昭昇在晨課操練馬匹。

## 在港從練成績
| 年度      | 冠 | 亞 | 季 | 殿 | 第五 | 出馬總數 | 所贏獎金    | 練馬師榜排名 | 備注     |
| --------- | -- | -- | -- | -- | ---- | -------- | ----------- | ------------ | -------- |
| 2022-2023 | 35 | 23 | 20 | 27 | 23   | 338      | $36,518,745 | 12 / 22      | 開倉首季 |
| 2023-2024 | 31 | 32 | 40 | 39 | 35   | 503      | $48,904,365 | 13 / 21      | 第2季    |
| 2024-2025 | 22 | 25 | 30 | 25 | 32   | 370      | $31,314,095 | 18 / 22      | 第3季    |

## 在港從練資料
|                | 日期           | 賽事                                  | 場地 | 馬場       | 馬名     | 騎師   | 名次 | 獨贏賠率 |
| -------------- | -------------- | ------------------------------------- | ---- | ---------- | -------- | ------ | ---- | -------- |
| 初出賽         | 2022年10月5日  | 第五班 - 1200米                       | 草地 | 跑馬地馬場 | 淺草飛   | 霍宏聲 | 5    | 10       |
| 首勝利         | 2022年10月12日 | 第五班 - 1000米                       | 草地 | 跑馬地馬場 | 旋里多彩 | 黃俊   | 1    | 8.9      |
| 級際賽初出賽   | 2023年11月19日 | 二級賽 - 1200米（馬會短途錦標）       | 草地 | 沙田馬場   | 福逸     | 巴度   | 3    | 6.1      |
| 級際賽首勝利   |                |                                       |      |            |          |        |      |          |
| 一級賽初出賽   | 2023年12月10日 | 一級賽 - 1200米（香港短途錦標）       | 草地 | 沙田馬場   | 福逸     | 巴度   | 3    | 8.5      |
| 一級賽首勝利   |                |                                       |      |            |          |        |      |          |
| 四歲系列初出賽 | 2023年2月26日  | 四歲系列經典賽 - 1800米（香港經典盃） | 草地 | 沙田馬場   | 開心寶貝 | 周俊樂 | 8    | 89       |
| 四歲系列首勝利 |                |                                       |      |            |          |        |      |          |